# Mobaye
Mobaye is een stad in het zuiden van de Centraal-Afrikaanse Republiek, en is tevens de hoofdstad van het prefectuur Basse-Kotto. Het ligt aan de rivier de Ubangi, op de grens met Congo-Kinshasa. Aan de overkant van de rivier, in Congo, ligt de stad Mobayi-Mbongo.